# Higashi-ku (Kumamoto)
Higashi-ku (東区?) è uno dei cinque quartieri amministrativi della città di Kumamoto, in Giappone.